# Xiacheng
Der Stadtbezirk Xiacheng (下城區 / 下城区,  Xiàchéng Qū – „Unterstadt“) ist ein Stadtbezirk der Unterprovinzstadt Hangzhou, der Hauptstadt der Provinz Zhejiang in der Volksrepublik China. Er hat eine Fläche von 31,46 km² und zählt 405.000 Einwohner (2005). 

## Administrative Gliederung
Auf Gemeindeebene setzt sich der Stadtbezirk aus acht Straßenvierteln zusammen. 